# Globba nuda
Globba nuda là một loài thực vật có hoa trong họ Gừng. Loài này được K.Larsen mô tả khoa học đầu tiên năm 1972.